# Илиоингвинални нерв
Илиоингвинални нерв је једна од грана лумбалног плексуса. То је мешовити нерв који настаје као наставак доње гране предњег (вентралног) рамуса кичменог нерва Л1.

## Анатомија
Илиоингвинални нерв је наставак предње гране кичменог нерва Л1. У неким случајевима, може такође добити допуну од субкосталног (Т12) нерва или Л2. По свом настанку, нерв пролази постериорно од великог слабинског мишића (lat. m. psoas major), а затим излази на предњу површину четвороугаоног слабинског мишића (lat. m. quadratus lumborum). Наставља се косо наниже преко његове површине, прелазећи и преко предње површине бочног мишића (lat. m. iliacus). Коначно, на нивоу илијачног гребена, пробија попречни трбушни мишић (lat. m. transversus abdominis).
Након пробијања попречног трбушног мишића, илиоингвинални нерв такође пролази кроз унутрашњи коси мишић да би ушао у ингвинални канал . У каналу, нерв се налази површно у односу на сперматичну врпцу .
Илиоингвинални нерв излази из ингвиналног канала кроз површински ингвинални прстен , након чега одаје своје терминалне сензорне гране: предње скроталне/лабијалне нерве који снабдевају кожу у гениталном региону. Током свог кретања кроз ингвинални канал, илиоингвинални нерв може формирати различите везе са илиохипогастричним нервом.
Илиоингвинални нерв је мешовити нерв и он одаје следеће моторне и сензорне гране:
Моторне гране: дуж свог тока преко задњег трбушног зида, илиоингвинални нерв одаје моторне гране које снабдевају попречни трбушни мишић и унутрашњи коси трбушни мишић (lat. m. obliquus abdominis internus)
Предњи лабијални/скротални нерви: који након изласка из ингвиналног канала,  нерв даје предњи лабијални нерв код жена, а предњи скротални нерв код мушкараца. Дерматом који инервира ове гране обухвата:
- Код жене - кожу предње 1/3 великих усна и корена клиториса.

- Код мушкарца - кожу предње 1/3 скротума и корена пениса.

## Функција
Функција илиоингвиналног нерва је да обезбеди сензорну инервацију коже горњег антеромедијалног дела бутине и делимично спољашњих гениталија. Штавише, обезбеђује моторну инервацију унутрашњим косим и трансверсус абдоминис мишићима.

## Анатомске варијације
Илиоингвинални нерв је мањи од илиохипогастричног нерва и понекад је толико мали да се спаја са илиохипогастричним нервом на улазу у четвороугаони слабински мишић. У овом случају, грана илиохипогастричног нерва ће тада заузети његово место. 
Илиоингвинални нерв понекад може бити и сасвим одсутан, и у овом случају, илиохипогастрични нерв ће преузети инервацију његове територије.

## Клинички значај
Илиоингвинални нерв је подложан оштећењу током абдоминалне операције или након трауме трбушног зида. Повреда илиоингвиналног нерва може довести до слабљења попречног трбушно мишића и унутрашњих косих мишића, што може довести до развоја ингвиналне киле. Штавише, ингвинални резови који се врше ради поправке ингвиналних кила су високоризични рез и могу повредити илиоингвинални нерв. Нерв се такође може оштетити ако је укључен у шав током затварања реза, што доводи до укљештења нерва. Повреда нерва може довести до болова у сензорној дистрибуцији описаној горе.
И оштећење илиоингвиналног нерва и укљештење током поправке ингвиналне киле могу довести до синдрома бола након херниорафије или ингвинодиније, што је хронични бол у пределу препона који траје дуже од 3 месеца након операције ингвиналне киле, иначе познатог као херниорафија. Ово се може лечити аналгезијом или физикалном терапијом, али се показало да имају мали ефекат. Блокада илиоингвиналног нерва се показала ефикасном у смањењу болова у препонама након херниорафије. Нервни блокови могу привремено и реверзибилно блокирати нервни пренос, што доводи до ублажавања бола.
Примена локалне анестезије између слојева попречног трбушног мишића (lat. m. transversus abdominis) и унутрашњих косих мишића, као и између унутрашњих косих и спољашњих косих мишића, може довести до привремене аналгезије. Ињекција се убризгава 2 цм медијално и 2 цм изнад предње горње илијачне кичме и може укључивати различите хемијске агенсе као што су анестетици, стероиди, глицерол или алкохол.

## Галерија
- Deep and superficial dissection of the lumbar plexus.
- Cutaneous nerves of the right lower extremity. Anterior and posterior views.
- Cutaneous nerves of the right lower extremity. Anterior and posterior views.